# Olga Girya
Olga Girya (en ruso: Ольга Александровна Гиря)  (Langepas, RSFS de Rusia; 4 de junio de 1991) es una ajedrecista rusa. Posee el título de Gran Maestra (GM), que la FIDE le concedió en 2021. Fue miembro del equipo ruso ganador de la medalla de oro en la Olimpiada de Ajedrez Femenino de 2014 y en el Campeonato Mundial de Ajedrez Femenino por Equipos de 2017. Compitió en el Campeonato Mundial Femenino de Ajedrez en 2012, 2015, 2017 y 2018. Ganó el Campeonato de Rusia de Ajedrez Femenino en 2019.

## Carrera
Nacida en Langepas, Girya ganó, en la categoría juvenil, la medalla de oro en la división femenina sub-18 de los Campeonatos Mundiales Juveniles de Ajedrez y de los Campeonatos Europeos Juveniles de Ajedrez en 2009, la plata en la división femenina Sub-16 en los Campeonatos Mundiales Juveniles de 2007 y en la división femenina Sub-18 en los Campeonatos Europeos Juveniles de 2008, y el bronce en la división femenina Sub-18 en el Campeonato Mundial Juvenil de 2008. Ganó el campeonato ruso femenino Sub-20 en 2010, y fue subcampeona del mundo femenino Sub-20 en 2010 y 2011.
Participó en las series del Grand Prix Femenino de la FIDE 2013-14 como candidata de la ciudad anfitriona, Janti-Mansisk. En la cuarta etapa quedó segunda, por detrás de la china Hou Yifan, y logró una norma para el título de Gran Maestra.
En febrero de 2014, ganó la prueba abierta femenina del Abierto de Moscú. En abril de ese año, obtuvo la medalla de bronce en el Campeonato Mundial Femenino de Ajedrez Rápido. En junio, ganó la sección femenina de la Liga Superior Rusa, clasificatoria para la Superfinal del Campeonato de Rusia de Ajedrez femenino. En noviembre del mismo año, ganó la Copa de Rusia femenina, una competición por eliminatorias, al derrotar a Anastasia Bodnaruk en la final.
En 2016, participó en las tres últimas pruebas del Grand Prix femenino de la FIDE como una de las candidatas de los organizadores. Terminó empatada en el primer puesto con Natalia Pogonina en la Superfinal del Campeonato de Rusia Femenino de 2018 y se llevó la medalla de plata tras perder el desempate. Al año siguiente, Girya y Pogonina volvieron a terminar empatadas en el primer puesto. Esta vez Girya ganó el desempate para proclamarse campeona de Rusia femenina.

### Competiciones por equipos
Girya debutó en el equipo nacional femenino en la 39ª Olimpiada de Ajedrez jugando en el segundo tablero para el equipo Rusia 2.
Jugó en el equipo femenino ruso en el encuentro Rusia vs China, celebrado con el sistema Scheveningen, en 2012 y 2015.
En 2013, ayudó al equipo ruso a ganar la medalla de bronce en el Campeonato Mundial Femenino de Ajedrez por Equipos, ganando también el oro individual del tablero 5, y la plata en el Campeonato Europeo Femenino de Ajedrez por Equipos.
En abril de 2015, en el Campeonato Mundial Femenino por Equipos, ganó el bronce por equipos y el oro individual en el tablero 5.